# Regionteatern Blekinge Kronoberg
Regionteatern Blekinge Kronoberg bildades 1984 som länsteater för Kronobergs län, då som Stiftelsen Kronobergsteatern. Teatern skapades ur Riksteaterns Växjöensemble, som hade varit verksam i Växjö sedan 1970. Ombildandet var en del av den politik som fördes mot bakgrund av de nationella kulturpolitiska målen från 1974. I detta ingick att skapa en mer lokalt förankrad kultur.
Teatern inledde 1990 en försöksperiod som länsteater även för Blekinge län, något som permanentades två år senare. Det skulle ta ytterligare två år innan Kronobergsteatern fick sitt nuvarande namn, Regionteatern Blekinge Kronoberg. Teatern var en stiftelse fram till 2003, då den ombildades till aktiebolag.